# Havuzluçam, Elbeyli
Havuzluçam là một xã thuộc huyện Elbeyli, tỉnh Kilis, Thổ Nhĩ Kỳ. Dân số thời điểm năm 2010 là 55 người.